# Industria petrolera

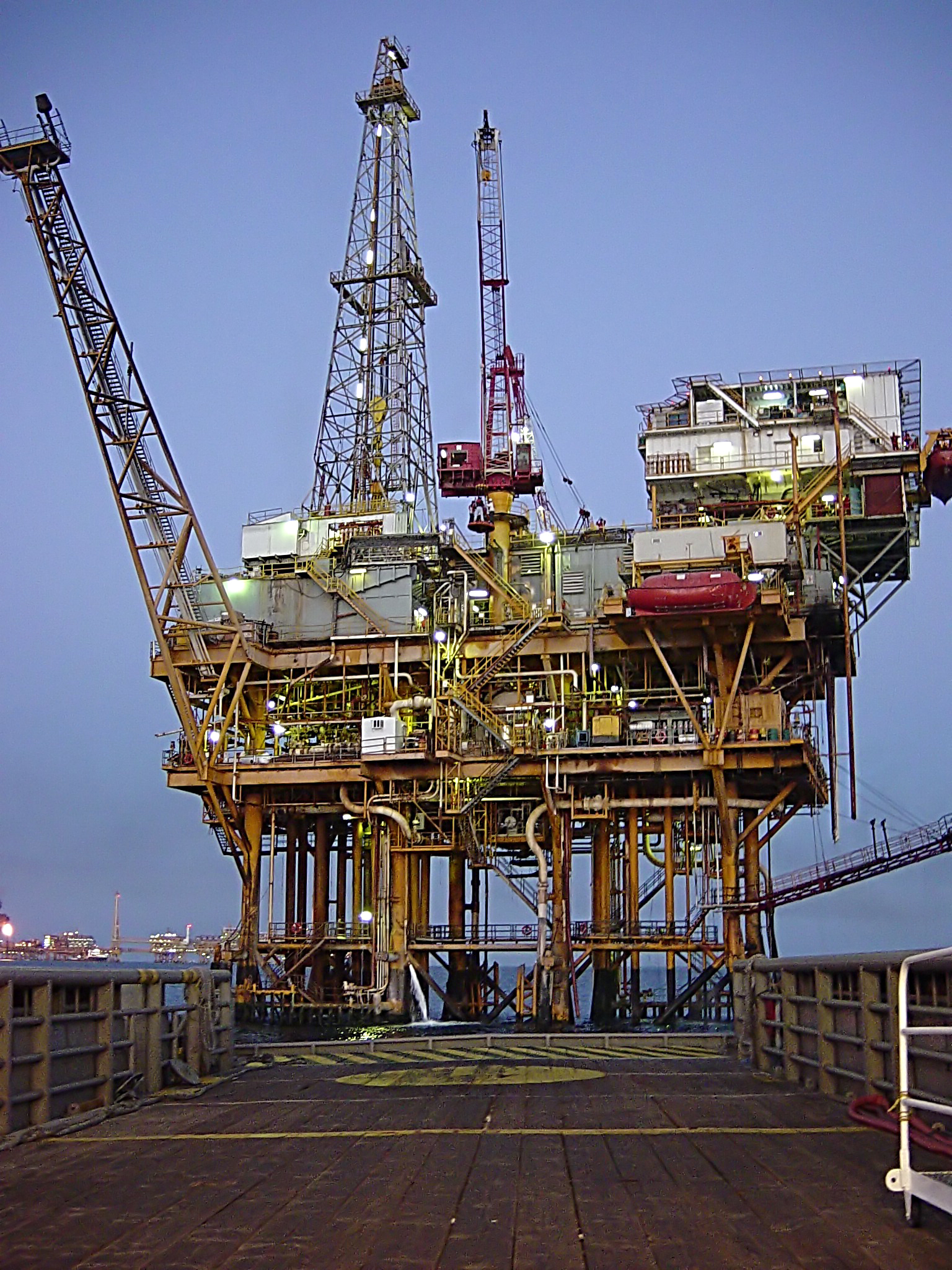
Plataforma petrolífera de perforación en aguas profundas del golfo de México.

La industria petrolera incluye procesos globales de exploración, extracción, refino, transporte (frecuentemente a través de buques petroleros y oleoductos) y mercadotecnia de productos del petróleo. Los productos de mayor volumen en la industria son combustibles (fueloil) y gasolina. El petróleo es la materia prima de muchos productos químicos incluyendo productos farmacéuticos, disolventes, fertilizantes, pesticidas y plásticos. 
La industria del petróleo se divide normalmente en tres fases:
1. "Upstream": Exploración, extracción y producción.
2. "Midstream": Transporte, procesos y almacenamiento.
3. "Downstream": Refino, venta y distribución.[1]

Las operaciones medias generalmente se incluyen en la categoría final.
El petróleo es un producto esencial para muchas industrias y es de vital importancia para el mantenimiento de la misma civilización industrializada, por lo que se considera una industria crítica en la mayoría de las naciones. El petróleo alimenta un porcentaje muy alto del consumo de energía del mundo, entre el 32% de Europa y Asia hasta el 53% de Oriente Medio. En otras regiones geográficas el peso energético del petróleo es el siguiente: Sudamérica y América Central (44%); África (41%) y Norteamérica (40%). 
El mundo en general consume 30.000 millones de barriles (4.8 km³) de petróleo por año, y los mayores consumidores son en su mayoría el grupo de naciones más desarrolladas. De hecho, el 24% del petróleo consumido en el año 2004 se le atribuye a Estados Unidos en su totalidad.
La producción, distribución, refino y venta del petróleo tomados estos como uno solo, representan la industria más grande en términos de valor en dólares en la Tierra.

## Historia del petróleo

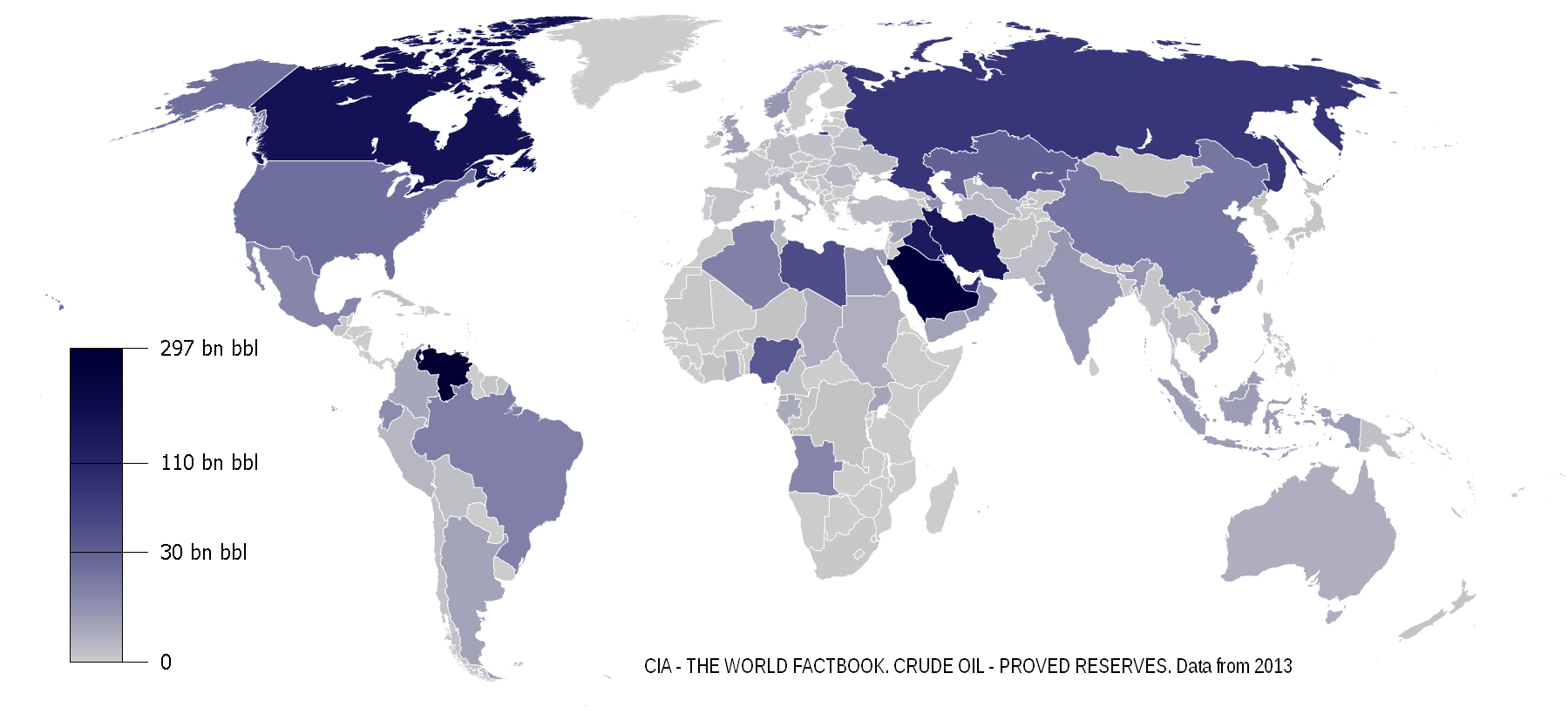
Reservas actuales de petróleo en el mundo.

### La formación natural del petróleo
El petróleo es un compuesto líquido que se forma de manera natural y se encuentra en formaciones rocosas. Consiste en una compleja mezcla de hidrocarburos de varios pesos moleculares, además de otros compuestos orgánicos. En general se acepta que el petróleo, tanto como otros combustibles fósiles, fueron creados, a partir de los restos de plantas y animales fosilizados tras ser expuestos al calor y presión en la capa terrestre durante cientos de millones de años. Con el tiempo, los residuos descompuestos fueron cubiertos por capas de lodo y sedimentos, hundiéndolo más en la Tierra y conservándolo ahí entre capas calientes y presurizadas que fueron gradualmente transformándose en almacenes naturales de bolsas de petróleo.

### Historia temprana
El petróleo ha sido utilizado desde la temprana historia del hombre como combustible para el fuego, y para la guerra. [cita requerida] Su gran importancia para la economía mundial se desarrolló, sin embargo, de manera muy lenta, siendo la madera y el carbón los principales combustibles utilizados para calentar y cocinar, y el aceite de ballena el preferido para iluminación, hasta ya entrado al siglo XIX.
Una temprana industria petrolera apareció en el siglo VIII cuando las calles de Bagdad fueron pavimentadas con alquitrán (tar) derivado natural del petróleo muy frecuente en algunos campos petroleros y en otras partes (. En el siglo IX, se llegaron a explotar campos petroleros en el área cercana a Bakú, en Azerbaiyán, para producir nafta. Estos campos fueron descritos por al-Masudi en el siglo X, y por Marco Polo en el XIII, que calificó a la producción de esos pozos petrolíferos como de cientos de naves. El petróleo también fue destilado por al-Razi en el siglo IX, produciendo compuestos químicos como el queroseno en el alambique. Este producto fue utilizado para la iluminación gracias a la invención paralela de las lámparas de queroseno, dentro de la industria de las lámparas de aceite.
La Revolución industrial generó una necesidad cada vez mayor de energía, la cual se abastecía principalmente de carbón. Por otro lado, se descubrió que el queroseno podía extraerse del petróleo crudo, y que podía utilizarse como combustible. El petróleo comenzó a tener una fuerte demanda, y para el siglo XX se convirtió en una de las principales materias primas del comercio mundial.
el petróleo es una actividad primaria

### Historia moderna

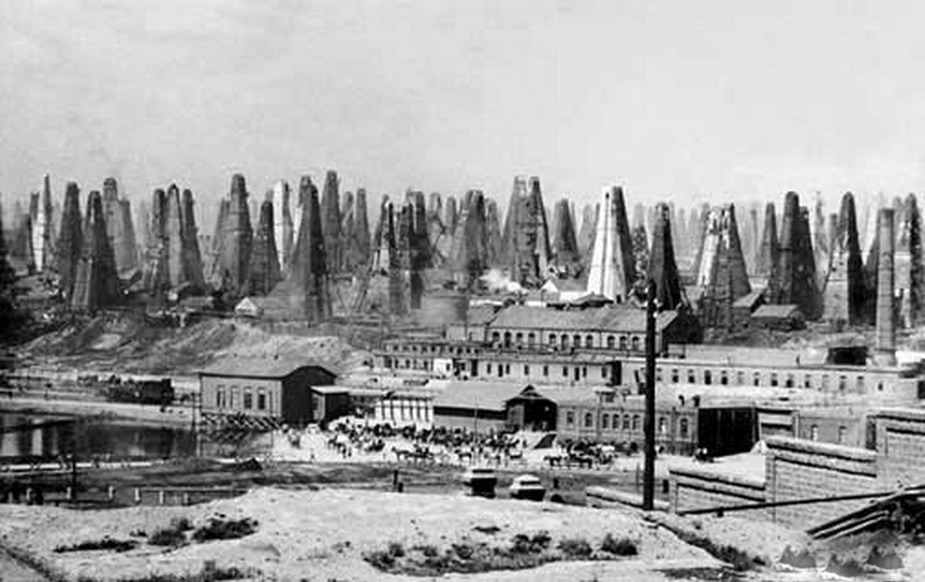
Campo petrolífero en Balakhani, suburbio de Bakú (Azerbaiyán), hacia 1890.

La Rusia Imperial produjo 3500 toneladas de petróleo en 1825 y dobló su producción a mediados de siglo. Después de que la producción de petróleo comenzase en lo que hoy se conoce como Azerbaiyán en 1848, dos grandes oleoductos fueron construidos en el Imperio ruso: uno de 833 kilómetros de longitud, cuyo fin era transportar el petróleo desde el mar Caspio hasta el puerto de Batum en el mar Negro (Oleoducto Bakú-Batumi) y otro de 162 kilómetros para llevar el petróleo desde Chechenia hasta el Caspio.
A la llegada del siglo XX, la producción de crudo del Imperio ruso, que procedía casi íntegramente de la península de Absheron, representaba la mitad de la producción mundial y dominaba los mercados internacionales. En 1884 ya se habían puesto en marcha casi 200 pequeñas refinerías en los suburbios de Bakú. Por otro lado, y como efecto secundario de este temprano desarrollo de la industria petrolera, la península de Abseron emergió como uno de los casos más antiguos y graves a nivel mundial de negligencia medioambiental. En 1878, Ludvig Nobel y su compañía Branobel revolucionaron el transporte de crudo mediante la fabricación y puesta en funcionamiento del primer petrolero en el mar Caspio.
Las primeras refinerías petroleras modernas fueron puestas en funcionamiento por Ignacy Łukasiewicz cerca Jaslo (en ese entonces perteneciente al Reino de Galitzia y Lodomeria en Galitzia de Europa Central), hoy Polonia, entre los años 1854 y 1856. Estas tenían un tamaño reducido pues la demanda de combustible refinado era todavía pequeña. Trataban el petróleo para la fabricación de asfalto artificial, aceite para maquinaria y lubricantes, además de para el combustible de la lámpara de keroseno de Łukasiewicz. A medida que las lámparas de keroseno ganaban popularidad, la industria de refino creció en el área.
La primera refinería de gran tamaño fue inaugurada en Ploieşti, Rumania en 1856.
La primera perforación petrolera en los Estados Unidos de América se inició en 1859 con la primera perforación exitosa en Titusville, Pensilvania. En el primer cuarto del siglo XX los Estados Unidos superaron a Rusia como productor de petróleo más grande del mundo. La segunda perforación fuera de los Estados Unidos de América, fue en Zorritos, Perú, en 1863, país donde se desarrolló el segundo polo de producción petrolera americana más importante hasta la década de 1930.
Por la década de 1920, ya se habían puesto en funcionamiento campos petrolíferos en muchos países del mundo, incluyendo Canadá, Polonia, Suecia, Ucrania, Estados Unidos y Venezuela.
En 1947, la compañía Superior Oil construyó la primera plataforma petrolífera marítima en la costa de Luisiana, en el golfo de México.

### Corporaciones
Durante la década de los años 60, compañías multinacionales tales como Mobil, BP y Shell tuvieron acceso a más del 80 por ciento de las reservas globales de gas natural y petróleo. En la actualidad compañías multinacionales de occidente controlan solamente el 10 por ciento del petróleo del mundo, mientras que firmas operadas por gobiernos tienen el control exclusivo de más o menos el 77 por ciento, de acuerdo a un papel escrito por Doug Young en noviembre de 2007 en el Instituto James Baker de la Universidad Rice.

## Estructura de la industria

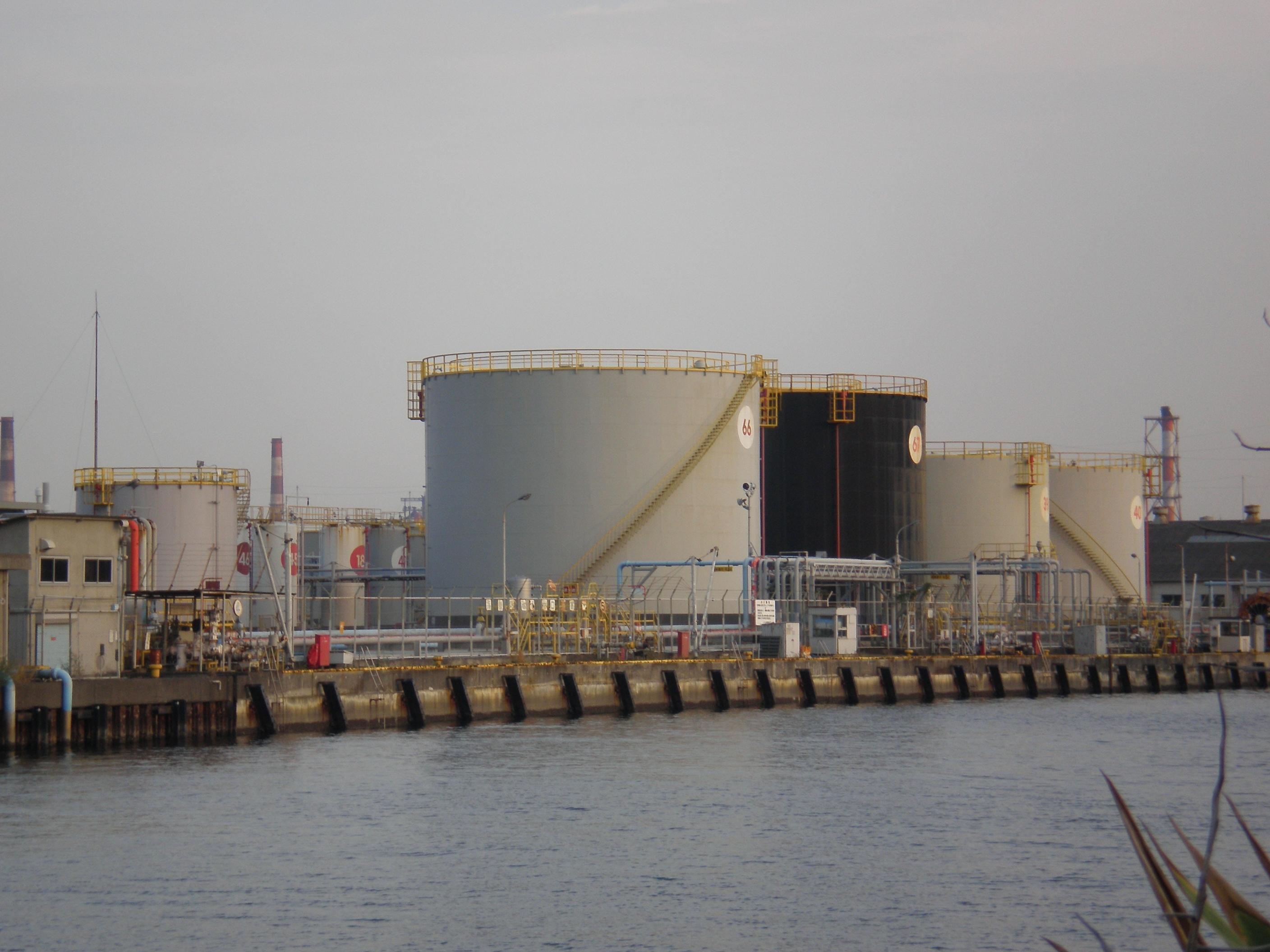
Tanques en Yokohama.

El Instituto Americano del Petróleo divide la industria petrolera en cinco secciones:
- Upstream (exploración, desarrollo y producción de crudo y gas natural).
- Downstream (buques, refinerías, vendedores, detallistas y consumidores).
- Transporte por oleoducto.
- Transporte marino.
- Proveedor y servicio.

## Industria petrolera por países

### España
Al ingresar España en el Mercado interior de la Unión Europea en el año 1986, Europa puso la condición al estado español de acabar con el monopolio en 1993.
Al producirse la desmonopolización, se dieron los activos del monopolio de CAMPSA a tres empresas: Repsol, Cepsa, BP, formando por tanto un oligopolio. La Comisión Nacional de la Competencia ha sancionado a las empresas en varias ocasiones, una de ellas en 2009, por "fijación indirecta del precio de venta al público de sus estaciones de servicio que operan como empresarios independientes".

### Venezuela
Petróleos de Venezuela, Sociedad Anónima (PDVSA) es una empresa estatal venezolana cuyas actividades son la explotación, producción, refinación, mercadeo y transporte del petróleo venezolano. Fue creada por decreto gubernamental durante la primera presidencia de Carlos Andrés Pérez luego de la nacionalización de la industria petrolera, dando inicio a sus operaciones el 1 de enero de 1976. PDVSA fue clasificada por la revista internacional Fortune como la empresa número 38 entre las 500 más grandes del mundo.
El precio de la gasolina viene fijado por las petroleras, en lugar de las estaciones de servicio, ya que la mayor parte de las estaciones de servicio son de las propias compañías petroleras.

## Impacto ambiental y futura escasez
Algunas operaciones de la industria petrolera han sido responsables por la contaminación del agua debido a los desechos o productos derivados del refino y por derrames de petróleo.
La combustión de combustibles fósiles produce gases de efecto invernadero y otros contaminantes del aire. Los contaminantes incluyen óxidos de nitrógeno, dióxido de azufre, compuestos orgánicos volátiles y metales pesados.
Debido a que el petróleo es un recurso natural no renovable, la industria se enfrenta a un inevitable agotamiento de las reservas de petróleo en el mundo. La Revista Estadística de Energía Mundial de 2007 editada por la compañía BP (The BP Statistical Review of World Energy 2007) calculó la proporción entre reservas de petróleo y producción teniendo en cuenta las reservas probadas mundiales. Según dicho estudio, la vida útil esperada de las reservas ubicadas en Oriente Medio sería de 79,5 años, la de Latinoamérica de 41,2 años y la de Norteamérica de tan sólo 12 años. El significado del cálculo de la proporción entre las reservas de petróleo probadas y la producción global es que, manteniendo los niveles actuales de producción, y siempre que no se descubran nuevas reservas de petróleo, las reservas existentes se agotarán en 40,5 años.
En este orden de ideas, la Teoría del pico de Hubbert es una influyente teoría acerca de la tasa de agotamiento a largo plazo del petróleo, así como de otros combustibles fósiles.
Según un estudio realizado por IBISWorld, los biocombustibles (primariamente etanol, aunque también biodiésel) seguirán sustituyendo al petróleo, aunque los niveles de producción son bajos, y no desplazarán la producción local de petróleo. El etanol se considera como un producto que ofrece un bajo impacto medioambiental, y que podría jugar un cierto papel en la reducción de la dependencia del petróleo importado. En ese sentido, la mayoría del etanol consumido en los Estados Unidos (más del 90%) se combina con gasolina para producir un combustible compuesto en un 10% de etanol, combustible en el que se utiliza el etanol para incrementar la cantidad de oxígeno total de la mezcla.
Las principales compañías petroleras del mundo gastan cada año 200 millones de dólares en lobbying para bloquear las medidas de lucha contra el calentamiento global.